# 鹿児島県立川内高等学校
鹿児島県立川内高等学校（かごしまけんりつ せんだいこうとうがっこう）は、鹿児島県薩摩川内市御陵下町にある県立の高等学校。略称は川高。

## 概要
1897年（明治30年）創立の旧制中学校および1913年（大正2年）創立の高等女学校を前身とする。なお、九十周年記念誌や百周年記念誌、平成25年度までの学校案内などでは「県内2番目の歴史」という主旨の記述や寄稿があったが、1883年は博約義塾、1894年は県立尋常中学校・鹿児島簡易商業学校・鹿児島女子実業補習学校、1895年は鹿児島県尋常師範学校付属専科農業講習所が開校している（これらはいずれも学校公式創立年）ので誤りである。かつては家庭科や保健体育科などの学科を有していたが、現在は普通科のみとなっている。

## 沿革
旧制中学校・新制高等学校（男子校）
- 1897年（明治30年）4月16日 - 「鹿児島県尋常中学校第一分校」として開校。
  - 修業年限を5年（現在の中学1年から高校2年までの課程）、入学資格を高等小学校2年課程等を修了した12歳以上の男子とする。
- 1898年（明治31年）4月1日 - 鹿児島県尋常中学校から分離し、「鹿児島県第二尋常中学校」として独立。
- 1899年（明治32年）4月1日 - 中学校令の改正により、「鹿児島県第二中学校」と改称（「尋常」が除かれる）。
- 1901年（明治33年）9月2日 - 「鹿児島県立川内中学校」と改称。
- 1943年（昭和18年）4月1日 - 中等学校令の施行により、この時の入学生から修業年限が4年となる。
- 1945年（昭和20年）
  - 3月 - 教育ニ関スル戦時非常措置方策により、修業年限短縮（5年から4年に短縮）施行の前倒しが決定され、4年生（昭和16年入学）と5年生（昭和15年入学）の合同卒業式を挙行。
  - 4月 - 学校での授業が1年間停止されることとなる。ただし勤労動員は継続される。
  - 9月 - 終戦により、学校が再開される。
- 1946年（昭和21年）4月1日 - 修業年限が4年から5年に戻る（4年で卒業することもできた）。
- 1947年（昭和22年）4月1日 - 学制改革（六・三制の実施）が行われる。
  - 旧制中学校の生徒募集を停止。
  - 新制中学校を併設し（以下・併設中学校）、旧制中学校1・2年修了者を併設中学校2・3年生として収容。
  - 併設中学校はあくまで経過措置として暫定的に設置されたため、新たに生徒の募集は行われず、在校生が2・3年のみの中学校であった。
  - 旧制中学校3・4年修了者はそのまま旧制中学校に在籍し、その4・5年生となった（4年修了時点で卒業することもできた）。
- 1948年（昭和23年）4月1日- 学制改革（六・三・三制の実施）により旧制中学校が廃止され、新制高等学校「鹿児島県川内高等学校第一部」が発足。
  - 旧制中学校卒業生（5年修了者）を新制高校3年生、旧制中学校4年修了者を新制高校2年生、併設中学校卒業生（3年修了者）を新制高校1年生として収容。
  - 併設中学校は新制高等学校に継承され、1946年（昭和21年）に旧制中学校へ最後に入学した3年生のみとなる。
- 1949年（昭和24年）3月31日 - 旧制最後の入学生が卒業し、併設中学校が廃止される。旧制5年から新制3年への修業年限の移行が完了。

旧制高等女学校・新制高等学校（女子校）
- 1913年（大正2年）5月1日 - 「薩摩郡立実科高等女学校」として開校。
- 1918年（大正7年）4月 - 「薩摩郡立高等女学校」と改称（実科が除かれる）。
- 1923年（大正12年）4月10日 - 「鹿児島県立川内高等女学校」と改称。
- 1947年（昭和22年）4月1日 - 学制改革（六・三制の実施）が行われる。
  - 高等女学校の生徒募集を停止。
  - 新制中学校を併設し（以下・併設中学校）、高等女学校1・2年修了者を併設中学校2・3年生として収容。
  - 併設中学校はあくまで経過措置として暫定的に設置されたため、新たに生徒の募集は行われず、在校生が2・3年のみの中学校であった。
  - 高等女学校3・4年修了者はそのまま高等女学校に在籍し、その4・5年生となった（4年修了時点で卒業することもできた）。
- 1948年（昭和23年）4月1日- 学制改革（六・三・三制の実施）により高等女学校が廃止され、新制高等学校「鹿児島県川内高等学校第二部」が発足。
  - 高等女学校卒業生（5年修了者）を新制高校3年生、高等女学校4年修了者を新制高校2年生、併設中学校卒業生（3年修了者）を新制高校1年生として収容。
  - 併設中学校は新制高等学校に継承され、1946年（昭和21年）に高等女学校へ最後に入学した3年生のみとなる。
- 1949年（昭和24年）3月31日 - 旧制高等女学校最後の入学生が卒業し、併設中学校が廃止される。旧制5年から新制3年への修業年限の移行が完了。

新制高等学校（男女共学）
- 1949年（昭和24年）
  - 4月1日 - 第一部と第二部を組織改編し、男女共学の「鹿児島県川内高等学校」となる。
  - 6月1日 - 昭和天皇が行幸（昭和天皇の戦後巡幸）[2]。
- 1956年（昭和31年）4月1日 - 「鹿児島県立川内高等学校」（現校名）に改称（県の後に「立」が加えられる）。
- 1965年（昭和40年）3月31日 - 家庭科を廃止。
- 1968年（昭和43年） - 寄宿舎が完成。財団法人川内高等学校奨学事業を開始。
- 1969年（昭和44年）4月1日 - 保健体育科を新設。
- 1972年（昭和47年）- 体育実習室（トレーニングセンター）が完成。
- 1973年（昭和48年）- 可愛山会館に食堂を開設。
- 1976年（昭和51年）4月 - 保健体育科の募集を停止。
- 1978年（昭和53年）3月31日 - 保健体育科を廃止。
- 1982年（昭和57年）- プールが完成。
- 1987年（昭和62年）- 校訓（「自律・敬愛・剛健」）を制定。
- 1991年（平成3年）- 新寄宿舎が完成。
- 1994年（平成6年）- 第1回海外修学旅行実施（中国）を実施。
- 1997年（平成9年）- 創立100周年記念式典を挙行。可愛山同窓会館が完成。鹿児島県立出水高等学校とのスポーツ交歓会を開始。
- 1999年（平成11年）- 海外修学旅行でオーストラリアを訪問。
- 2006年（平成18年） - 必須科目の未履修が発覚（学校長は一度未履修を否認）。文部科学省や鹿児島県教育委員会の指示に従い補習を行った。
- 2011年（平成23年）4月 - 出水学区と合併し、北薩学区となる。

## 基礎データ
設置課程・学科
- 全日制課程 普通科

通学区域
- 北薩学区

校訓
- 「自律・敬愛・剛健」- 1987年（昭和62年）に制定。

校章
- 可愛山陵ゆかりの地にちなみ、前身校である旧制・川内中学校と川内高等女学校の両校とも校章に八咫鏡（八稜鏡）が用いられていたことから、それを継承している。また、校名の「川」の文字を羽のように図案化したものを組み合わせている。中央に「高」の文字を置いているが、川内（Sendai）の頭文字「S」が浮き出て見えるようになっている。

校歌
- 1950年（昭和25年）に制定。当初歌詞は公募された。作詞は寺田四郎（当時・国語教諭）、作曲は下総皖一（当時・東京芸術大学教授）による。歌詞は3番まであり、校名は歌詞に登場しない。

進路
- 卒業後は主に普通科特進クラスは国公立大学、私立大学、各種学校などに進む。

## 行事
クラスマッチ
- 男子は主にサッカーとバスケットボール、女子はソフトボールとバレーボールの競技を行い、全学年で優勝を争う。

強歩大会
- 11月に催される30キロメートル強歩。当日は地元の人々がボランティアとして給水地点を設けて飲み物やお菓子などを提供する。

川内高校・出水高校スポーツ交歓会
- 鹿児島県立出水高等学校との対校試合。1997年、創立100周年記念事業として、川内高校が企画した。当初は、鹿児島市内の旧制中学校系高等学校との対校試合を模索したが、いずれも既に他校との対校試合を始めていたので断念した。
- これまで、1997年（第1回、於:川内総合運動公園）、1998年（第2回、於:出水市運動公園）、2000年（第3回、於:出水市運動公園）に実施されている。

## 学校関係者組織
- 同窓会は、可愛山（）同窓会と称している。

## 著名な出身者

### 政治
- 内田善利 - 国会議員（参議院）　※旧制川内中
- 松下忠洋 - 国会議員（衆議院）、閣僚（金融担当大臣）
- 久米成夫 - 大分県、愛媛県、奈良県知事、鹿児島市長　※旧制川内中
- 笹山幸俊 - 神戸市長　※旧制川内中
- 岩切秀雄 - 薩摩川内市長
- 田中良二 - 薩摩川内市長

### 軍人
- 大迫通貞  - 大日本帝国陸軍軍人　※旧制川内中
- 神重徳  - 大日本帝国海軍軍人　※旧制川内中
- 田上八郎 - 大日本帝国陸軍軍人　※旧制川内中
- 安岡正臣 - 大日本帝国陸軍軍人　※旧制川内中

### 学術
- 上村孝二 国語学者（九州の方言研究）、鹿児島大学名誉教授　※旧制川内中
- 井上順孝 - 宗教学者（宗教社会学、認知宗教学）、國學院大學名誉教授
- 今久保幸生 - 経済学者、京都大学名誉教授
- 窪薗晴夫 - 言語学者、神戸大学名誉教授、国立国語研究所教授、日本言語学会第20代会長
- 杉安和憲 - 工学者、京都大学教授
- 福留久大 - 経済学者、九州大学名誉教授

### 文化
- 今井白楊  - 詩人　※旧制川内中
- 岩谷莫哀  - 歌人　※旧制川内中
- 勝野ふじ子 - 小説家　※川内高女、県立第二高等女学校へ転出
- 萬造寺齊 - 歌人、小説家　※旧制川内中
- 山本実彦 - 出版人（改造社創業者・社長）、ジャーナリスト　※旧制川内中中退
- 木元規矩男 - ジャーナリスト（毎日新聞社）、毎日放送副社長　※旧制川内中
- 生頼範義 - イラストレーター

### 芸能
- 井手迫弘美 - 福岡県ローカルタレント
- 金子彩 - モデル
- 福山宗佐士 - お笑いグループ「エレファンツ」
- 柳喬之 - 俳優
- 濱田玲、モデル
- 德丸英器 - ミュージシャン・タレント

### スポーツ
- 宇都格 - プロ野球選手（投手）、プロダーツプレイヤー
- 木佐貫洋 - プロ野球選手（投手）
- 辻原幸雄 - プロ野球選手（投手）
- 中村浩道 - プロ野球審判員、野球解説者
- 西堂雅彦 - プロバスケットボール選手

### その他
- 青崎済 - 日本製粉社長
- 山口健一 - 弁護士（大阪弁護士会会長、日本弁護士連合会副会長）
- 松永信也 - 社会福祉活動家
- 松薗勉 ‐ 陸上自衛隊衛生学校長（陸将）

## 交通アクセス
最寄りの鉄道駅
- 肥薩おれんじ鉄道「上川内駅」より徒歩約13分

最寄りのバス停
- 鹿児島交通、南国交通「川内高校前」バス停より徒歩約1分
- スクールバス（宮之城方面・鶴田方面・入来及び祁答院・阿久根及び出水方面（2011年4月より））

## 学校周辺
国道3号沿いに位置している。薩摩国分寺跡が近くにあり、学校がある地域は薩摩国府の域内であった。国衙の遺跡は未発見であるが、国府関連の瓦などの遺物を1964年に教諭と生徒が発見した。